# Тысяча светлых ангелов
Тысяча светлых ангелов — шестой студийный альбомы группы Flëur, который был выпущен на Украине 22 апреля 2010 года.
Это первый двойной альбом в истории группы. В него вошли 17 песен, работа над которыми велась полгода в Одессе на студии «Весёлый ветер». Общее время звучания альбома — сто минут, что делает его самым продолжительным альбомом Flëur. «Тысяча светлых ангелов» на 29 минут длиннее, чем Всё вышло из-под контроля — предыдущий альбом-рекордсмен по продолжительности.

## Список композиций
| №   | Название                          | Длительность |
| --- | --------------------------------- | ------------ |
| 1.  | «Интро»                           | 0:47         |
| 2.  | «Зов маяка»                       | 4:27         |
| 3.  | «Разбег»                          | 5:03         |
| 4.  | «Человек 33 черты»                | 6:55         |
| 5.  | «Дирижабли»                       | 3:53         |
| 6.  | «Да, это так»                     | 4:41         |
| 7.  | «Расскажи мне о своей катастрофе» | 6:13         |
| 8.  | «Розовый слон»                    | 5:06         |
| 9.  | «Амулет»                          | 7:51         |
| 10. | «Камень»                          | 3:30         |
| 11. | «Качели»                          | 4:53         |
| 12. | «Летняя ночь, летящая в пустоте»  | 7:02         |
| 13. | «Апрельское утро»                 | 5:00         |
| 14. | «Тёплая осень»                    | 3:33         |
| 15. | «Лунные лилии»                    | 6:06         |
| 16. | «Последний танец зимы»            | 5:38         |
| 17. | «Непобедимая армия»               | 5:27         |